# Bernadette Swinnerton
Bernadette Swinnerton va ser una ciclista britànica. Va guanyar una medalla de plata al Campionat del Món en ruta de 1969, per darrere de la estatunidenca Audrey McElmury.